# جوناثان مايلز
جوناثان مايلز (بالإنجليزية: Jonathan Miles)‏ (29 مارس 1993 بكولشيستر في المملكة المتحدة - ) هو لاعب كرة قدم بريطاني في مركز حراسة المرمى. لعب مع إبسفليت يونايتد وتوتنهام هوتسبير وداغنهام وريدبريدج ونادي وايتهوك.

## وصلات خارجية
- جوناثان مايلز على موقع قاعدة بيانات كرة القدم.إي يو (الإنجليزية)
- جوناثان مايلز على موقع Soccerway.com (الإنجليزية)